# SC-474
SC-474 é uma rodovia brasileira do estado de Santa Catarina.
É considerada uma rodovia de ligação, seu início é no entroncamento com a BR-470, em Blumenau, até o entroncamento com a SC-413 para Luiz Alves, numa extensão de 26,9 km. Recentemente a rodovia teve mais um trecho totalmente pavimentado, desde o entroncamento com a SC-413, até o município de São João do Itaperiú, atravessando todo o interior do município de Massaranduba, num trecho de aproximadamente 38 km, terminando na BR-101, no interior do município de Barra Velha.
O trecho entre Blumenau e o entroncamento com a SC-413 tem tráfego intenso de caminhões, principalmente por ser este trecho a principal ligação entre Blumenau até Joinville. Neste trecho o motorista deve cuidar com os inúmeros buracos na pista, e à noite o problema é a sinalização horizontal precária que prejudica a visibilidade.
Já o trecho entre o entroncamento com a SC-413 até o encontro com a BR-101 (onde na verdade é o seu kilômetro zero), pavimentado há cerca de quatro anos, o tráfego é bastante tranquilo com o asfalto em condições satisfatórias, apesar da ausência de acostamento em quase todo o trecho. O principal perigo deste trecho é o tráfego de máquinas agrícolas e veículos a tração animal que podem surpreender o motorista.
Em 2012, foi apontada como a rodovia que mais registrou mortes no estado.